# Prémio Pulitzer de Crítica
O Prêmio Pulitzer de Crítica é um prêmio entregue desde 1970 a escritores que demonstraram uma "crítica notável". Os nomeados ao prêmio são escolhidos por um conselho independente e geridos oficialmente pela Universidade Columbia. O Comité Pulitzer emite um comunicado oficial justificando a atribuição do prémio.

## Vencedores e justificação
O Pulitzer de Crítica tem sido entregue a uma pessoa, excepto em 1992 quando não foi entregue —44 prémios em 45 anos 1970–2015. Nenhuma pessoa venceu duas vezes.
- 1970: Ada Louise Huxtable, The New York Times, "pela sua crítica notável durante 1969"
- 1971: Harold C. Schonberg, The New York Times, "pela sua crítica musical durante 1970"
- 1972: Frank Peters Jr., St. Louis Post-Dispatch, "pela sua crítica musical durante 1971"
- 1973: Ronald Powers, Chicago Sun-Times, "pela sua escrita de crítica sobre televisão durante 1972"
- 1974: Emily Genauer, Newsday, "pela sua escrita crítica sobre arte e artistas"
- 1975: Roger Ebert, Chicago Sun-Times, "pela sua crítica de filmes durante 1974"
- 1976: Alan M. Kriegsman, The Washington Post, "pela sua escrita crítica sobre dança durante 1975"
- 1977: William McPherson, The Washington Post, "pela sua contribuição para o 'Book World'"
- 1978: Walter Kerr, New York Times, "pelos artigos sobre o teatro em 1977 e ao longo da sua carreira"
- 1979: Paul Gapp, Chicago Tribune, arquitectura
- 1980: William A. Henry III, The Boston Globe, "pela sua escrita crítica sobre televisão"
- 1981: Jonathan Yardley, Washington Star, "pelas suas críticas de livros"
- 1982: Martin Bernheimer, Los Angeles Times, "pelo seu criticismo de música clássica"
- 1983: Manuela Hoelterhoff, The Wall Street Journal, "pelo seu criticismo amplo de artes e outros assuntos."
- 1984: Paul Goldberger, The New York Times, "pelo criticismo de arquitectura"
- 1985: Howard Rosenberg, Los Angeles Times, "pelo seu criticismo de televisão"
- 1986: Donal Henahan, The New York Times, "pelo seu criticismo musical"
- 1987: Richard Eder, Los Angeles Times, "pelas suas críticas de livros."
- 1988: Tom Shales, The Washington Post, "pelo seu criticismo televisivo"
- 1989: Michael Skube, The News & Observer (Raleigh, Carolina do Norte), "pela sua escrita sobre livros e outros assuntos literários"
- 1990: Allan Temko, San Francisco Chronicle, "peloa seu criticismo de arquitectura"
- 1991: David Shaw, Los Angeles Times, "pelas suas críticas à forma como os meios de comunicação, incluindo o seu próprio jornal, reportaram o julgamento da pré-escola McMartin"
- 1992: não foi entregue prémio
- 1993: Michael Dirda, The Washington Post, "pelas suas críticas de livros"
- 1994: Lloyd Schwartz, Boston Phoenix, "pelo seu criticismo hábil e ressonante de música clássica"
- 1995: Margo Jefferson, The New York Times, "pelas suas críticas de livros e outro criticismo cultural"
- 1996: Robert Campbell, The Boston Globe, "pela sua escrita conhecedora da arquitectura"
- 1997: Tim Page, The Washington Post, "pelo seu criticismo lúcido e iluminador de música"
- 1998: Michiko Kakutani, The New York Times, "pela sua escrita apaixonada e inteligente sobre livros e literatura contemporânea"
- 1999: Blair Kamin, Chicago Tribune, "pela sua cobertura lúcida da arquitectura urbana, incluindo uma série influenciadora de apoio ao desenvolvimento da área da beira do lado de Chicago"
- 2000: Henry Allen, The Washington Post, "pela sua escrita nova e competente sobre fotografia"
- 2001: Gail Caldwell, The Boston Globe, "pelas suas observações perspicazes sobre a vida e literatura contemporânea"
- 2002: Justin Davidson, Newsday, "pela sua cobertura fresca de música clássica que captura a sua essência"
- 2003: Stephen Hunter, The Washington Post, "pelo seu criticismo competente de filmes que é, ao mesmo tempo, intelectualmente gratificante e um prazer de ler"
- 2004: Dan Neil, Los Angeles Times, "pelas suas críticas únicas de automóveis, misturando perícia técnica com humor pouco frequente e observações culturais astutas"
- 2005: Joe Morgenstern, The Wall Street Journal, "pelas suas críticas que elucidaram as forças e fraquezas de filmes, com insights raros, autoridade e inteligência"
- 2006: Robin Givhan, The Washington Post, "pelos seus ensaios inteligentes, observados de perto que transformaram a crítica de moda em crítica cultural"
- 2007: Jonathan Gold, LA Weekly, "pelas suas críticas recheadas, de larga gama de restaurantes, expressando o prazer de um comedor erudito"
- 2008: Mark Feeney, The Boston Globe, "pelos seu comando aguçado e versátil das artes visuais, desde filmes e fotografia à pintura"
- 2009: Holland Cotter, The New York Times, "pelas suas críticas de larga gama de arte, de Manhattan à China, marcadas por observações aguçadas, escrita luminosa e storytelling dramático"[2]
- 2010: Sarah Kaufman, The Washington Post, "pela sua abordagem refrescantemente imaginativa à crítica de dança, cobrindo uma gama de assuntos e tópicos com comentários provocadores e insights originais"
- 2011: Sebastian Smee, The Boston Globe, "pela sua escrita vívida e exuberante sobre arte, muitas vezes trazendo à vida grandes trabalhos  com amor e apreciação"
- 2012: Wesley Morris, The Boston Globe, "pelo seu criticismo inteligente, inventivo, distinguível pela prosa pontual e uma travessia fácil entre a casa de arte e as bilheteiras do grande ecrã"
- 2013: Philip Kennicott, The Washington Post, "pelos seus ensaios eloquentes e apaixonados sobre a arte e as forças sociais subjacentes a esta, uma crítica que lutou sempre para tornar os seus tópicos e objectivos relevantes aos leitores"
- 2014: Inga Saffron, The Philadelphia Inquirer, "pelos seu criticismo de arquitectura que transformou perícia, paixão cívica e legibilidade pura em argumentos que consistentemente estimulavam e surpreendiam"
- 2015: Mary McNamara do Los Angeles Times "pela crítica experiente que usa astúcia, humor e o ponto de vista interior para mostrar como é que as mudanças subtis e sísmicas na paisagem cultural afectam a televisão."[3]
- 2016: Emily Nussbaum do The New Yorker "pelas críticas televisivas escritas com uma emoção que nunca bloqueou a astúcia da sua análise e a autoridade fácil da sua escrita."[4]